# Георгий Чкондидели
Георгий Чкондидели (груз. გიორგი ჭყონდიდელი (ум. ок. 1118 г.) — епископ Чкондидский. 27 июня 2005 года прославлен Грузинской православной церковью в лике святителей.

## Биография
О жизни святителя до восшествия в 1103—1104 году на епископскую кафедру Чкондиди ничего не известно, кроме того, что уже будучи монахом он был воспитателем Давида IV, когда тот был только наследником престола. После восшествия Давида на престол, св. Георгий становится воспитателем уже его сына, будущего царя Деметре I.
Св. Георгий был ближайшим советником и помощником Давида IV, фактически занимая 2-е местро в царстве после царя. Он имел титул «мцигнобартухуцеса и первейшего из всех вазиров» и был первым министром Грузинского царства. Это давало Давиду IV возможность оказывать через св. Георгия влияние на церковную жизнь, способствуя проведению церковной реформы и одновременно сам святитель во многом влиял на государственную политику. При его содействии была собраны регулярные войска для обороны границ от турок-сельджуков из числа половцев, которые в числе 40 тыс. семей были переселены в Грузию в 1118—1120 гг.. При этом им предоставлялась земля, скот и дома для ведения оседлого образа жизни.
Святитель также совместно с Давидом IV руководил военными операциями при изгнании турок-сельджуков из Грузии: так им было присоединено Кахетинское царство (1106) и освобождены города Самшвилде (1110) и Рустави (1115).
Скончался св. Георгий во время военного похода в Осетию в 1118 году, в связи с чем был объявлен сорокадневный траур.
Точное место захоронения святителя неизвестно, однако историки склоняются к монастырским комплексам Шиомгвиме и Гелати.